# Накагава, Сёити
Сёити Накагава (яп. 中川 昭一 Накагава Сё:ити, 19 июля 1953 — 4 октября 2009) — японский политический деятель, бывший министр финансов Японии (2008—2009).

## Биография
- В 1978 г. окончил юридический факультет Токийского университета, по окончании которого стал сотрудником промышленного банка Японии.
- В 1998—1999 гг. — министр сельского, лесного и рыбного хозяйства.
- В 2003—2005 гг. — министр экономики, торговли и промышленности.
- В 2005—2006 гг. — министр сельского, лесного и рыбного хозяйства.
- В 2006—2007 гг. — председатель Политического совета Либерально-демократической партии.
- В 2008—2009 гг. — министр финансов Японии.
- В 1983—2009 гг. — депутат палаты представителей парламента Японии.

На пресс-конференции после встречи министров финансов G7 в Риме 14 февраля 2009 г. вследствие особенностей внешнего вида и речи он был обвинён в том, что пришел на мероприятие в состоянии алкогольного опьянения.
17 февраля 2009 г. ушёл в отставку.
4 октября 2009 г. Сёити Накагава был найден мёртвым в спальне своего дома в Токио.